# صبي الجزار (فلم 1917)
صبي الجزار (بالإنجليزية: The Butcher Boy) هو فيلم كوميدي أمريكي صامت قصير أُنتج في سنة 1917 بطولة روسكو "فاتي" آرباكل وباستر كيتون وآل سانت جون وچوزفين ستيڤنز، كان هذا هو أول فيلم من سلسلة أفلام روسكو آرباكل مع شركة كوميك فيلم، وهو الفيلم الأول لباستر كيتون.

## طاقم التمثيل
- روسكو "فاتي" آرباكل
- باستر كيتون
- آل سانت جون
- چوزفين ستيڤنز
- آرثر إيرل
- جو بوردو
- تشارلز دادلي
- أليس ليك
- أجنيس نيلسون
- الكلب لوك

## وصلات خارجية
- صبي الجزار على موقع IMDb (الإنجليزية)
- صبي الجزار على موقع قاعدة بيانات الأفلام العربية
- صبي الجزار على موقع ألو سيني (الفرنسية)
- صبي الجزار على موقع أول موفي (الإنجليزية)
- صبي الجزار على موقع قاعدة بيانات الفيلم (الإنجليزية)
- صبي الجزار على موقع ليتربوكسد (الإنجليزية)
- صبي الجزار على موقع كينوبويسك (الروسية)
- صبي الجزار متوفر للتحميل المجاني على أرشيف الإنترنت
- The Butcher Boy على يوتيوب